# Canta (Drupi)
Canta è il nono album del cantante italiano Drupi, pubblicato nel 1983.

## Tracce
Lato A
1. Canta – 4:40 (Drupi-Dorina Dato)
2. E piove – 4:28 (Drupi-D. Dato-Celso Valli)
3. Balla con me – 4:35 (Drupi-D. Dato-Ricky Belloni)
4. Fa che non mi manchi – 5:13 (Drupi-D. Dato)

Lato B
1. Che sarà – 3:48 (Drupi-D. Dato-Silvio Negroni)
2. Il vento – 4:16 (Drupi-D. Dato)
3. Stasera – 4:20 (Drupi-D. Dato-R. Belloni)
4. Dieci volte – 3:25 (Drupi-D. Dato)
5. Waltz per un amico – 2:42 (Drupi-D. Dato)

## Formazione
- Drupi – voce, cori, tastiera, chitarra
- Gigi Cappellotto – basso
- Flaviano Cuffari – batteria
- Maurizio Preti – percussioni
- Luciano Goitom – batteria
- Dorina Dato – tastiera, cori
- Marco Esposito – basso
- Ricky Belloni – chitarra
- Celso Valli – tastiera
- Claudio Bazzari – chitarra
- Gaetano Leandro – tastiera
- Guido Wasserman – chitarra
- Salvatore Grieco – tastiera
- Rosalba Dato – cori